# 葭萌关之战
葭萌关之战是14世纪罗贯中历史小说《三国演义》中于三国之前的公元214年发生于军阀刘备与张鲁之间的一场虚构战役。

## 背景
军阀曹操诱杀马超父马腾、弟马休、马铁后，211年，马超攻曹操，因而引发了双方之间的潼关之战。但马超战败，被迫投靠汉中军阀张鲁。

## 战役
212年，刘璋邀刘备入益州协助防御汉中的张鲁军。刘备进屯葭萌关（在今四川广元市昭化区）。但当刘璋发现下属张松与刘备共谋夺取益州后，刘备和刘璋最终反目。
刘璋联合张鲁，对抗刘备。张鲁派马超率军攻刘备于葭萌关。马超在那里遭遇张飞并发生决斗。两人酣战许久，都未能压倒对方，各自归营。刘备不希望义弟或马超受伤，咨询诸葛亮。诸葛亮提出像马超这样的猛将如能效命刘备，会对刘备有很大帮助。刘备因而派李恢说服马超倒戈。同时，刘备派人去汉中散布不利于马超的流言，使张鲁对马超起疑。马超得知张鲁生疑，计划叛投刘备，更何况刘备是他不共戴天之敌曹操的敌人。

## 后果
当刘备收到马超愿意效命的消息时，正围刘璋于州治成都。刘备高兴且急切接受了马超的协助，将军队和粮食发往马超营。马超率军从北面攻成都。刘璋不料马超有此举动，震惊了。不久，刘备谋士简雍说服刘璋投降，刘备控制了益州。刘备在汉中之战击败曹操后，自称“汉中王”，马超成为五虎将之一。

## 历史性
葭萌关之战在陈寿所著史籍《三国志》中无载，没有提及马超和张飞之间有一场决斗。马超叛张鲁投刘备之事在《马超传》记载如下：“马超不能和张鲁好好相处，互相疑忌。当马超得知刘备正围刘璋于成都（益州州治），秘密写信给刘备，表示愿降。刘备派人迎接马超，马超率军到成都城外。城中因而大恐，刘璋投降。刘备用马超为平西将军，督临沮，封前都亭侯。”
《马超传》注释引《典略》称：“当刘备得知马超到了，高兴地说：‘益州是我的了。’于是派人见马超，供以援军和粮食。马超到成都后，驻军城北，马超到后不足十日，成都陷于刘备之手。”
并无记载诸葛亮、杨松和李恢在马超倒戈中所起的作用。

## 时下引用
在《吞食天地2・諸葛孔明傳》中，馬超與馬岱一同擔任葭萌關守將，玩家須至景帝之墓取出當年有馬超之父馬騰簽名的「血判狀」，經由李恢遊說取得馬超的信賴，再經過戰鬥後方可使馬超、馬岱加入劉備軍。
在《真・三國無双3 猛将伝》的马超传中，葭萌关之战与小说大相径庭。此战的背景是马超已经背叛刘璋，加入了刘备阵营，但因太过引人注目招来了其余四虎将（关羽、张飞、赵云、黄忠）的不快。为证明价值，一份比赛谁杀败敌军最多的挑战书下达了。玩家必须比其余四将杀败更多的士兵以获取胜利。
在光荣游戏《真・三國無双4 猛将伝》中，葭萌关之战被重新制定。如玩家触发必要条件，诸葛亮将迫使马超叛投蜀汉阵营。